# Ascens al poder d'Adolf Hitler

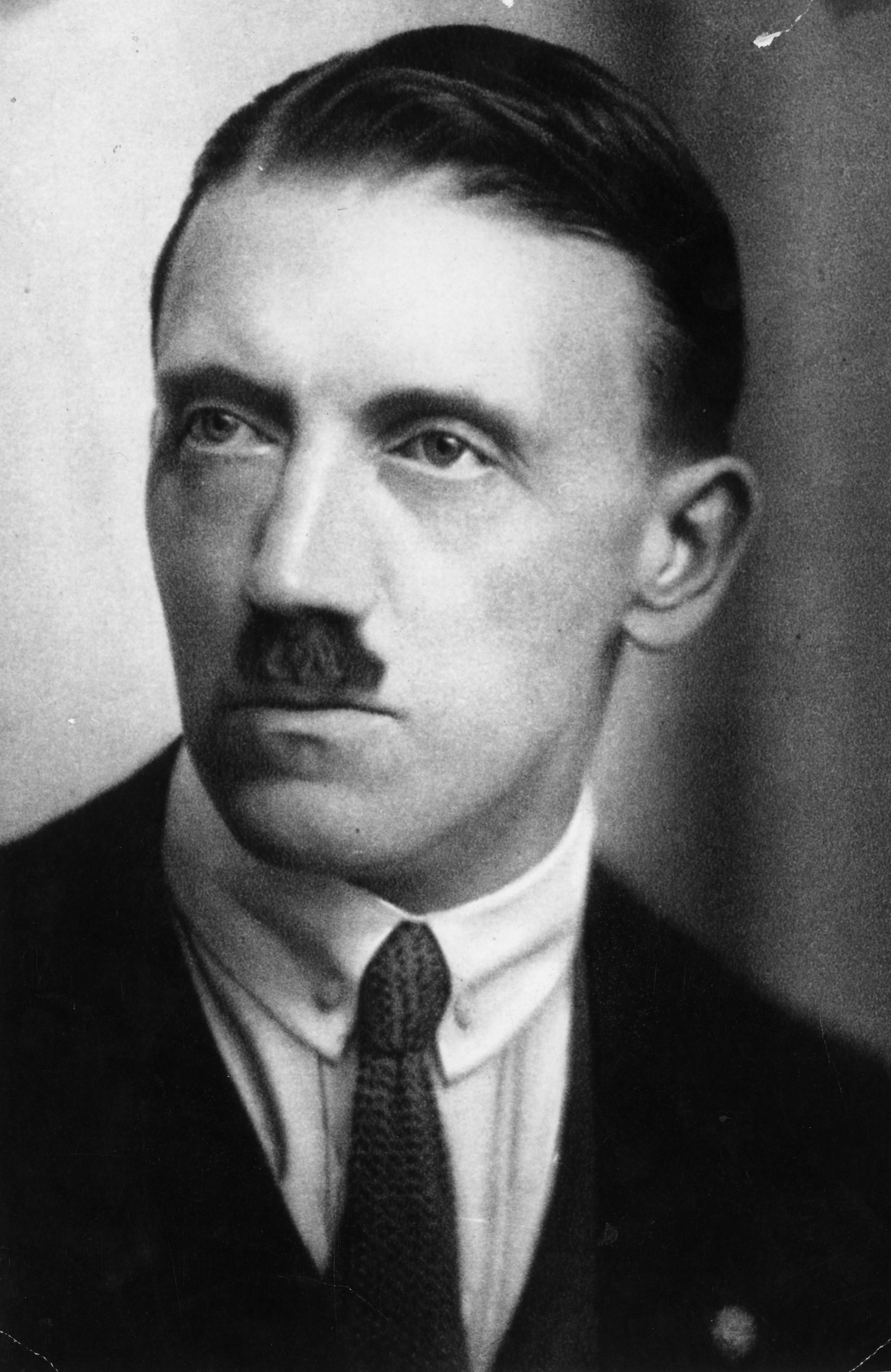
Hitler a inicis de la dècada del 1920

L'ascens al poder d'Adolf Hitler, dictador de l'Alemanya nazi de 1933 a 1945, va començar a la recentment establerta República de Weimar el setembre de 1919, quan Hitler es va unir al Deutsche Arbeiterpartei (DAP; Partit Obrer Alemany). Ràpidament va ascendir a un lloc prominent i es va convertir en un dels seus oradors més populars. En un intent d'atreure més àmpliament segments de la població i guanyar-se els treballadors alemanys, el nom del partit es va canviar a Nationalsozialistische Deutsche Arbeiterpartei (NSDAP; Partit Nacionalsocialista Obrer Alemany), comunament conegut com el Partit Nazi, i es va adoptar una nova plataforma. Hitler va ser nomenat líder del partit el 1921 després que amenacés amb marxar. El 1922, el seu control sobre el partit era indiscutible. Els nazis eren un partit de dretes, però en els primers anys també tenien elements anticapitalistes i antiburgesos. Hitler va iniciar més tard una purga d'aquests elements i va reafirmar la postura proempresarial del Partit Nazi. Això va incloure els assassinats de crítics de Hitler dins del partit durant la Nit dels Ganivets Llargs, que també va servir com a eina per assegurar el poder.
El 1923, Hitler va intentar un cop d'estat a Baviera, conegut com el Putsch de la Cerveseria. Va ser arrestat i jutjat, cosa que li va valer fama nacional. Va ser condemnat a cinc anys de confinament en una fortalesa, però només va complir nou mesos. Durant aquest temps, va escriure Mein Kampf, que es va convertir en el manual de la seva ideologia nazi . Un cop alliberat, Hitler va canviar de tàctica, optant per prendre el poder per mitjans legals i democràtics. Durant la dècada de 1920, ell i els nazis es van presentar amb una plataforma d'anticomunisme, antisemitisme i ultranacionalisme. Els líders del partit van criticar vehementment el govern democràtic i el Tractat de Versalles, alhora que prometien convertir Alemanya en una potència mundial. La majoria dels alemanys van ser indiferents a la retòrica de Hitler a mesura que l'economia alemanya començava a recuperar-se, en gran part a causa dels préstecs dels Estats Units en el marc del Pla Dawes. El panorama polític alemany es va veure afectat dramàticament pel crac de Wall Street de 1929. La Gran Depressió va aturar l'economia alemanya i va polaritzar encara més la política alemanya. Durant aquest període tumultuós, el Partit Comunista Alemany també va començar a fer campanya i va demanar una revolució. Alguns líders empresarials, temorosos d'una presa de poder comunista, van començar a donar suport al Partit Nazi.
Hitler es va presentar a la presidència el 1932 i va ser derrotat pel titular Paul von Hindenburg, però va aconseguir un sòlid segon lloc en ambdues rondes. El juliol de 1932, els nazis es van convertir en el partit més gran del Reichstag, tot i que per sota de la majoria absoluta. Tradicionalment, el líder del partit que ocupava més escons al Reichstag era nomenat canceller. Tanmateix, el president von Hindenburg va dubtar a nomenar Hitler. Després de diverses negociacions clandestines —que van incloure industrials, el fill de Hindenburg, Oskar, l'excanceller Franz von Papen i Hitler—, Hindenburg va acceptar i el 30 de gener de 1933 va nomenar formalment Hitler com a nou canceller d'Alemanya. Tot i que era canceller, Hitler encara no era un dictador absolut.
Les bases de la dictadura de Hitler es van establir quan el Reichstag va ser incendiat el febrer de 1933. Culpant sense fonament els comunistes de l'incendi provocat, Hitler va convèncer von Hindenburg d'aprovar el Decret de l'Incendi del Reichstag, que va restringir greument les llibertats i els drets dels ciutadans alemanys a mesura que Hitler començava a eliminar els seus oponents polítics. Després de la seva aprovació, va començar a defensar mitjans més dràstics per reduir l'oposició política i va proposar la Llei de Capacitació de 1933. Aquesta llei va donar al govern alemany el poder d'anul·lar els drets individuals prescrits per la constitució i va investir el Canceller (Hitler) de poders d'emergència per aprovar i fer complir lleis sense supervisió parlamentària. La llei va entrar en vigor al març i, a l'abril, Hitler tenia poders dictatorials de facto i va ordenar la construcció del primer camp de concentració nazi a Dachau per a comunistes i altres oponents polítics. L'ascens de Hitler al poder es va completar a l'agost de 1934 quan, després de la mort de Hindenburg, Hitler va fusionar la cancelleria amb la presidència en el títol de Führer ("líder").
L'ascens de Hitler al poder es va veure afavorit per la seva disposició a utilitzar la violència per aconseguir els seus objectius polítics i per reclutar membres del partit disposats a fer el mateix. A més de les batalles electorals en què Hitler va participar com a orador i organitzador, van tenir lloc violentes batalles al carrer entre el Rotfrontkämpferbund dels comunistes i la Sturmabteilung' (SA) dels nazis. Un cop establerta la dictadura nazi, els mateixos nazis van crear una mitologia al voltant del seu ascens al poder. La propaganda alemanya va descriure aquest període com la Kampfzeit (el temps de lluita) o la Kampfjahre (els anys de lluita).

## Influències de l'Alemanya primitiva
Els historiadors han comentat la influència del procés d'"integració negativa" del canceller alemany Otto von Bismarck com a mitjà d'exclusió a l'Alemanya primitiva, que va tenir una influència duradora en el nacionalisme alemany posterior. Bismarck va intentar evitar les divisions religioses i polítiques a l'Alemanya primitiva reunint la població contra un enemic comú. Inicialment, Bismarck va dur a terme una campanya contra l'església catòlica des del 1873 fins a finals de la dècada de 1870, coneguda com a Kulturkampf, qüestionant si eren lleials a Berlín o a altres estats catòlics. En lloc d'unir el poble alemany, va resultar en un reforç del suport a l'església catòlica, alienant una important minoria religiosa. El 1878, Bismarck va introduir una sèrie de lleis antisocialistes que estarien en vigor des del 1878 fins al 1890 en un intent d'alienar el Partit Socialdemòcrata. Mentre que alguns sectors de la societat alemanya estaven units per això, molts treballadors industrials es van unir al SDP. Els historiadors han expressat que, com que l'estat alemany era encara molt nou en aquell moment, era, per tant, impressionable; l'estratègia de confrontació en lloc de consens de Bismarck va establir un to de lleialtat al govern o enemic de l'estat, cosa que va influir directament en el sentiment nacionalista alemany i en el posterior moviment nazi.

## Primeres passes (1918–1924)
Adolf Hitler es va involucrar amb el naixent Partit Obrer Alemany —que més tard transformaria en el Partit Nazi— després de la Primera Guerra Mundial, i va establir el to violent del moviment des del principi, formant el grup paramilitar Sturmabteilung (SA) .  La Baviera catòlica estava ressentida pel govern del Berlín protestant , i Hitler al principi va veure la revolució a Baviera com un mitjà per aconseguir el poder. Un primer intent de cop d'estat, el Putsch de la Cerveseria de 1923 a Munic, va resultar infructuós, i Hitler va ser empresonat per liderar el cop d'estat. Va aprofitar aquest temps per escriure Mein Kampf, en què argumentava que l'ètica judeocristiana efeminada estava debilitant Europa, i que Alemanya necessitava un home fort intransigent per restaurar-se i construir un imperi. Aprenent del cop fallit, va decidir la tàctica d'aconseguir el poder per mitjans legals en lloc de prendre el control del govern per la força contra l'estat i, en canvi, va proclamar un curs estrictament legal.

### De l'Armistici (novembre de 1918) a l'afiliació al partit (setembre de 1919)

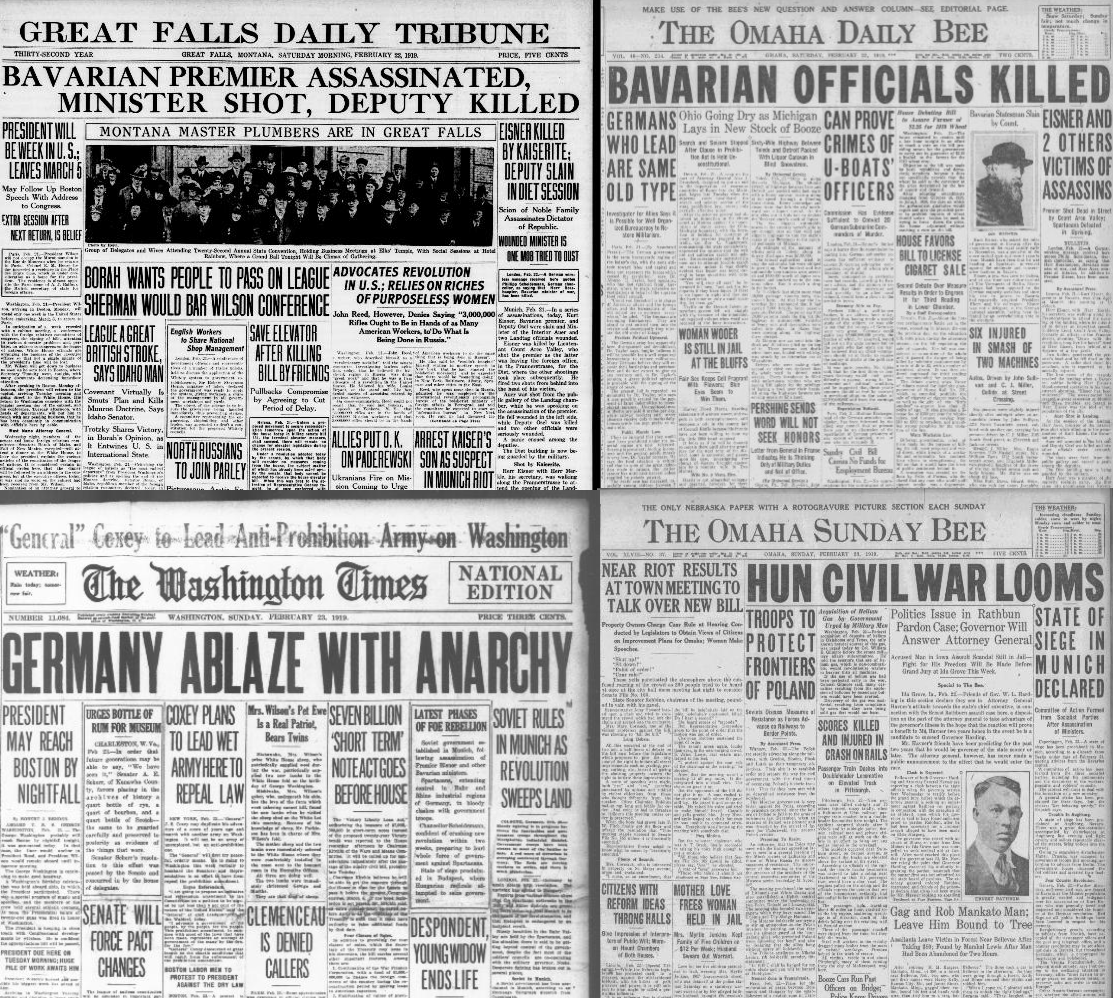
Cobertura de notícies dels Estats Units del febrer de 1919 sobre els disturbis a Alemanya

El 1914, després d'obtenir el permís del rei Lluís III de Baviera, Hitler, nascut a Àustria, de 25 anys, es va allistar en un regiment bavarès de l'exèrcit alemany, tot i que encara no era ciutadà alemany. Durant més de quatre anys (agost de 1914 - novembre de 1918), Alemanya va ser un participant important en la Primera Guerra Mundial. Després que els combats al  front occidental acabessin el novembre de 1918, Hitler va ser donat d'alta el 19 de novembre de l'hospital Pasewalk i va tornar a Munic, que en aquell moment estava en un estat de convulsió socialista.  En arribar el 21 de novembre, va ser assignat a la 7a Companyia del 1r Batalló de Reemplaçament del 2n Regiment d'Infanteria. El desembre va ser reassignat a un camp de presoners de guerra a Traunstein com a guàrdia. Va romandre allà fins que el camp es va dissoldre el gener de 1919, després de la qual cosa va tornar a Munic i va passar un parell de setmanes fent guàrdia a l'estació principal de tren de la ciutat (Hauptbahnhof), per on havien viatjat els soldats.
Durant aquest temps, diversos alemanys notables van ser assassinats, inclòs el socialista Kurt Eisner, que va ser assassinat a trets per un nacionalista alemany el 21 de febrer de 1919. El seu rival Erhard Auer també va resultar ferit en un atac. Altres actes de violència van ser els assassinats del major Paul Ritter von Jahreiß i del diputat conservador Heinrich Osel. En aquest caos polític, Berlín va enviar l'exèrcit, anomenat pels comunistes els "Guàrdies Blancs del Capitalisme". El 3 d'abril de 1919, Hitler va ser elegit enllaç del seu batalló militar i de nou el 15 d'abril. Durant aquest temps, va instar la seva unitat a mantenir-se al marge dels combats i a no unir-se a cap dels dos bàndols.
La República Soviètica de Baviera va ser oficialment aixafada el 6 de maig, quan el tinent general Burghard von Oven i les seves forces van declarar la ciutat segura. Després de les detencions i execucions, Hitler va denunciar un company d'enllaç, Georg Dufter, com un "agitador radical" soviètic. Altres testimonis que va donar a la junta d'investigació militar els van permetre desallotjar altres membres de l'exèrcit que "havien estat infectats amb fervor revolucionari". Per les seves opinions anticomunistes, se li va permetre evitar la baixa quan la seva unitat va ser dissolta el maig de 1919.
El juny de 1919, Hitler va ser traslladat a l'oficina de desmobilització del 2n Regiment d'Infanteria. Per aquella època, el comandament militar alemany va publicar un edicte que establia que la principal prioritat de l'exèrcit era "dur a terme, juntament amb la policia, una vigilància més estricta de la població... per tal que es pogués descobrir i extingir qualsevol nou malestar." El maig de 1919, Karl Mayr es va convertir en comandant del 6è Batalló del regiment de guàrdies a Munic i, a partir del 30 de maig, en cap del "Departament d'Educació i Propaganda" del Comandament General von Oven i del Comandament de Grup núm. 4 (Departament Ib). En aquesta qualitat de cap del departament d'intel•ligència, Mayr va reclutar Hitler com a agent encobert a principis de juny de 1919. Sota el comandament del capità Mayr, es van organitzar cursos de "pensament nacional" al Reichswehrlager Lechfeld, prop d'Augsburg, amb assistència de Hitler del 10 al 19 de juliol. Durant aquest temps, Hitler va impressionar tant Mayr que el va assignar a un "comando educatiu" antibolxevic com un dels 26 instructors l'estiu de 1919.
El juliol de 1919, Hitler va ser nomenat Verbindungsmann (agent d'intel•ligència) d'un Aufklärungskommando (comando de reconeixement) del Reichswehr, tant per influir en altres soldats com per infiltrar-se en el Partit dels Treballadors Alemanys (DAP). El DAP havia estat format per Anton Drexler, Karl Harrer i altres, mitjançant la fusió d'altres grups, el 5 de gener de 1919 en una petita reunió al restaurant Fuerstenfelder Hof de Munic. Mentre estudiava les activitats del DAP, Hitler va quedar impressionat per les idees antisemites, nacionalistes, anticapitalistes i antimarxistes de Drexler.

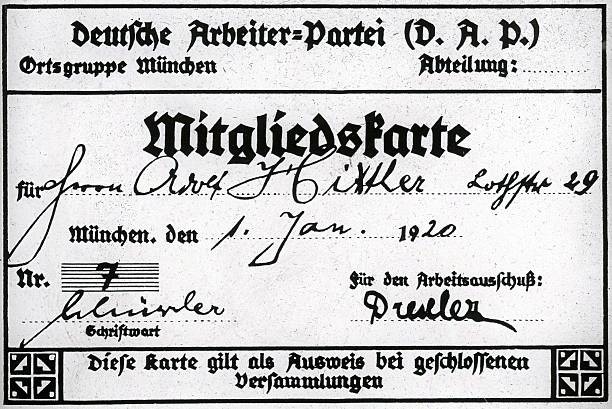
Carnet de membre de Hitler del Partit Obrer Alemany (DAP)

Durant la reunió del 12 de setembre de 1919, Hitler es va ofegar amb els comentaris d'un membre del públic dirigits contra Gottfried Feder, l'orador, un economista excèntric amb qui Hitler coneixia a causa d'una conferència que Feder havia impartit en un curs d'"educació" de l'exèrcit. El membre del públic (a Mein Kampf, Hitler es referia a ell despectivament com el "professor") va afirmar que Baviera havia de ser totalment independent d'Alemanya i que s'havia de separar d'Alemanya i unir-se amb Àustria per formar una nova nació sud-alemanya. El volàtil Hitler es va aixecar i va renyar l'home, cosa que finalment el va fer abandonar la reunió abans que s'ajornés.
Impressionat per les habilitats oratòries de Hitler, Drexler el va animar a unir-se al DAP. Per ordre dels seus superiors de l'exèrcit, Hitler va sol•licitar unir-se al partit. En una setmana, Hitler va rebre una postal que indicava que havia estat acceptat oficialment com a membre i que havia d'assistir a una reunió de "comitè" per discutir-ho. Hitler va assistir a la reunió del "comitè" celebrada a la deteriorada cerveseria Alte Rosenbad. Més tard, Hitler va escriure que unir-se al partit incipient "...va ser la resolució més decisiva de la meva vida. A partir d'aquí no hi havia ni podia haver volta enrere. ... Em vaig registrar com a membre del Partit Obrer Alemany i vaig rebre un carnet de membre provisional amb el número 7". Normalment, el personal de l'exèrcit allistat no podia unir-se a partits polítics. Tanmateix, en aquest cas, Hitler tenia el permís del capità Mayr per unir-se al DAP. A més, a Hitler se li va permetre romandre a l'exèrcit i rebre el seu sou setmanal de 20 marcs d'or.

### Des de la seva afiliació inicial al partit fins a la Hofbräuhaus Melée (novembre de 1921)
Otto Strasser: Quin és el programa de l'NSDAP?
Hitler: El programa no és la qüestió. L'única qüestió és el poder.
Strasser: El poder és només el mitjà per dur a terme el programa.
Hitler: Aquestes són les opinions dels intel·lectuals. Necessitem poder! 
A principis de 1920, el DAP havia crescut fins a més de 101 membres, i Hitler va rebre el seu carnet de membre amb el número 555 (els números començaven des del 501). Les considerables habilitats d'oratòria i propaganda de Hitler van ser apreciades per la direcció del partit. Amb el suport d'Anton Drexler, Hitler es va convertir en cap de propaganda del partit a principis de 1920 i les seves accions van començar a transformar el partit. Va organitzar la seva reunió més gran fins ara, de 2.000 persones, el 24 de febrer de 1920 a la Staatliches Hofbräuhaus de Munic. Allà Hitler va anunciar el programa de 25 punts del partit (vegeu Programa Nacionalsocialista).  També va dissenyar el canvi de nom del DAP a Nationalsozialistische Deutsche Arbeiterpartei – NSDAP (Partit Nacionalsocialista Alemany dels Treballadors), més tard conegut a la resta del món com a Partit Nazi. Hitler va dissenyar la bandera del partit d'una esvàstica negre en un cercle blanc sobre un fons vermell. Va ser donat de baixa de l'exèrcit el març de 1920 i va començar a treballar a temps complet per al Partit Nazi. Tot i que l'NSDAP afirmava que Hitler no rebia cap ingrés d'ells i vivia dels honoraris que rebia per parlar en públic en esdeveniments no relacionats amb el partit, en realitat va rebre el suport financer de diversos mecenes rics i simpatitzants del partit.

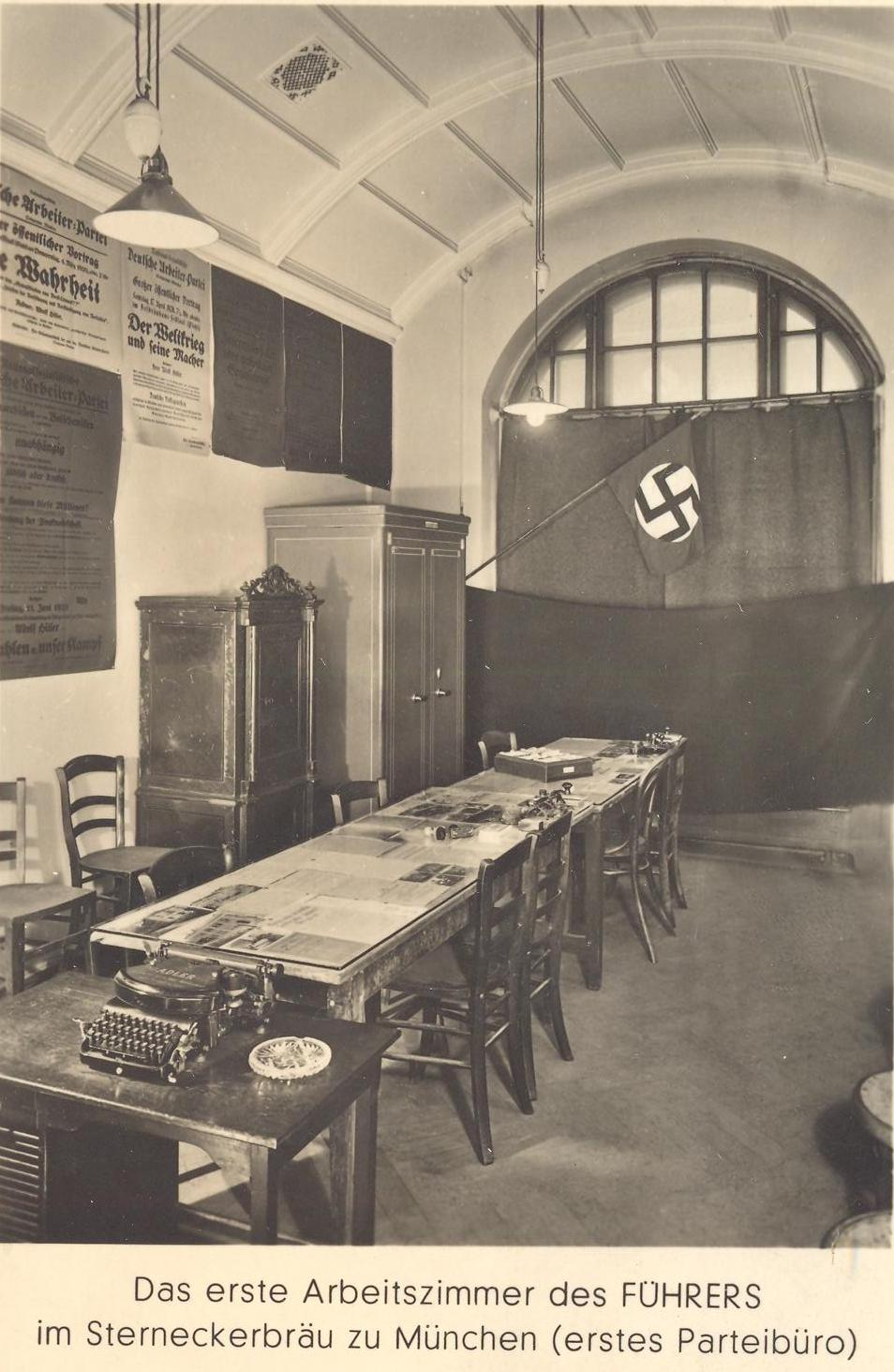
El primer despatx de Hitler al Sterneckerbräu de Munic

El 1920, es va organitzar un petit esquadró de "protecció de la sala" al voltant d'Emil Maurice. El grup es va anomenar inicialment "tropes de l'Ordre" (Ordnertruppen). Més tard, a l'agost de 1921, Hitler va redefinir el grup, que va passar a ser conegut com la "Divisió Gimnàstica i Esportiva" del partit (Turn- und Sportabteilung). A la tardor de 1921, el grup s'anomenava Sturmabteilung ("Destacament de Tempesta") o SA, i al novembre de 1921 el grup ja era conegut oficialment amb aquest nom. També el 1920, Hitler va començar a fer conferències a les cerveseries de Munic, en particular a la Hofbräuhaus, la Sterneckerbräu i la Bürgerbräukeller. Només Hitler va ser capaç d'atreure les multituds per als discursos i reunions del partit. En aquell moment, la policia ja estava controlant els discursos, i els seus propis registres conservats revelen que Hitler va pronunciar conferències amb títols com ara Fenomen polític, Jueus i el Tractat de Versalles. A finals d'any, es va registrar un nombre de 2.000 afiliats al partit.
El juny de 1921, mentre Hitler i Dietrich Eckart eren en un viatge de recaptació de fons a Berlín, va esclatar un motí dins del Partit Nazi a Munic, la seva seu organitzativa. Els membres del seu comitè executiu volien fusionar-se amb el rival Partit Socialista Alemany (DSP). Hitler va tornar a Munic l'11 de juliol i va presentar la seva dimissió enfadat. Els membres del comitè es van adonar que la dimissió de la seva principal figura pública i orador significaria la fi del partit. Hitler va anunciar que es reincorporaria amb la condició que substituís Drexler com a president del partit i que la seu del partit romangués a Munic. El comitè hi va estar d'acord i es va reincorporar al partit el 26 de juliol com a membre 3.680. Els dies següents, Hitler va parlar davant de diverses sales plenes i es va defensar, entre aplaudiments eixordadors. La seva estratègia va resultar reeixida: en una assemblea general de membres, se li van concedir poders absoluts com a president del partit, amb només un vot en contra emès.
El 14 de setembre de 1921, Hitler i un nombre substancial de membres de les SA i altres adherents del Partit Nazi van interrompre una reunió de la Lliga Bavaresa al Löwenbräukeller. Aquesta organització federalista es va oposar al centralisme de la Constitució de Weimar, però va acceptar el seu programa social. La Lliga estava dirigida per Otto Ballerstedt, un enginyer a qui Hitler considerava "el meu oponent més perillós". Un nazi, Hermann Esser, va pujar a una cadira i va cridar que els jueus eren els culpables de les desgràcies de Baviera i els nazis van cridar exigint que Ballerstedt cedís la paraula a Hitler. Els nazis van apallissar Ballerstedt i el van empènyer de l'escenari cap al públic. Hitler i Esser van ser arrestats i Hitler va comentar notòriament al comissari de policia: "Està bé. Hem aconseguit el que volíem. Ballerstedt no ha parlat".
Menys de dos mesos després, el 4 de novembre de 1921, el Partit Nazi va celebrar una gran reunió pública a la Hofbräuhaus de Munic. Després que Hitler hagués parlat durant una estona, la reunió va esclatar en una baralla en què una petita companyia de les SA va derrotar l'oposició. Per la seva participació en aquests esdeveniments, Hitler va ser finalment condemnat el gener de 1922 a tres mesos de presó per "alteració de la pau", però només va passar poc més d'un mes a la presó de Stadelheim a Munic.

### De la baralla a la cerveseria al cop d'estat de la cerveseria
El 1922 i principis del 1923, Hitler i el Partit Nazi van formar dues organitzacions que creixerien fins a tenir una gran importància. La primera va començar com la Jungsturm Adolf Hitler i la Jugendbund der NSDAP; més tard es convertirien en les Joventuts Hitlerianes.  L'altra va ser la Stabswache (Guàrdia de l'Estat Major), que el maig de 1923 va ser rebatejada com a Stoßtrupp-Hitler (Tropes de Xoc de Hitler). Aquesta primera encarnació d'una unitat de guardaespatlles de Hitler més tard es convertiria en la Schutzstaffel (SS). Inspirat per la Marxa sobre Roma de Benito Mussolini el 1922, Hitler va decidir que un cop d'estat era l'estratègia adequada per prendre el control del govern alemany. El maig de 1923, petits elements lleials a Hitler dins del Reichswehr van ajudar les SA a aconseguir il·legalment una caserna i el seu armament, però l'ordre de marxar mai va arribar, possiblement perquè Hitler havia estat advertit pel general de l'exèrcit Otto von Lossow que "rebria trets" per les tropes del Reichswehr si intentaven un cop d'estat.

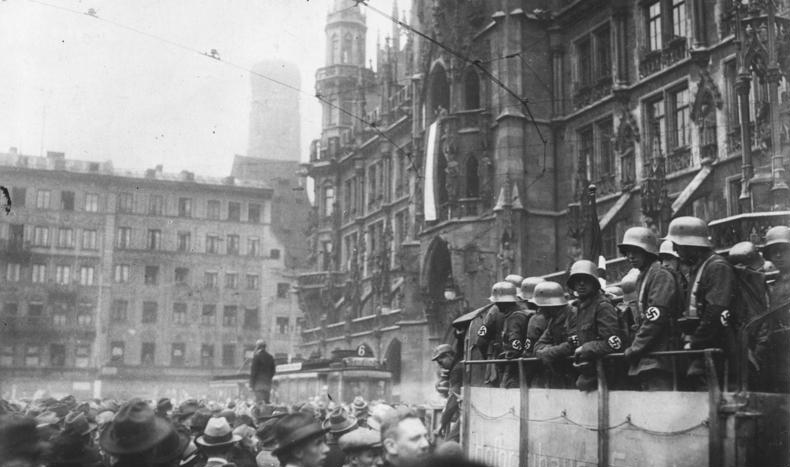
La Marienplatz de Munic durant el cop d'estat de la cerveseria del 9 de novembre de 1923

Un moment crucial va arribar quan Hitler va liderar el Putsch de la Cerveseria, un intent de cop d'estat del 8 al 9 de novembre de 1923. A la Bürgerbräukeller de Munic, Hitler i els seus ajudants van anunciar el seu pla: els funcionaris del govern bavarès serien deposats i Hitler s'instal·laria al capdavant del govern, i Munic s'utilitzaria com a camp base des del qual marxar sobre Berlín. Gairebé 2.000 membres del Partit Nazi es van dirigir a la Marienplatz, al centre de la ciutat de Munic, on van ser rebuts per un cordó policial convocat per obstruir-los. Setze membres del Partit Nazi i quatre policies van morir en la violència resultant. Hitler va escapar breument de la ciutat, però va ser arrestat l'11 de novembre de 1923, i jutjat per alta traïció, cosa que li va valer una àmplia atenció pública.

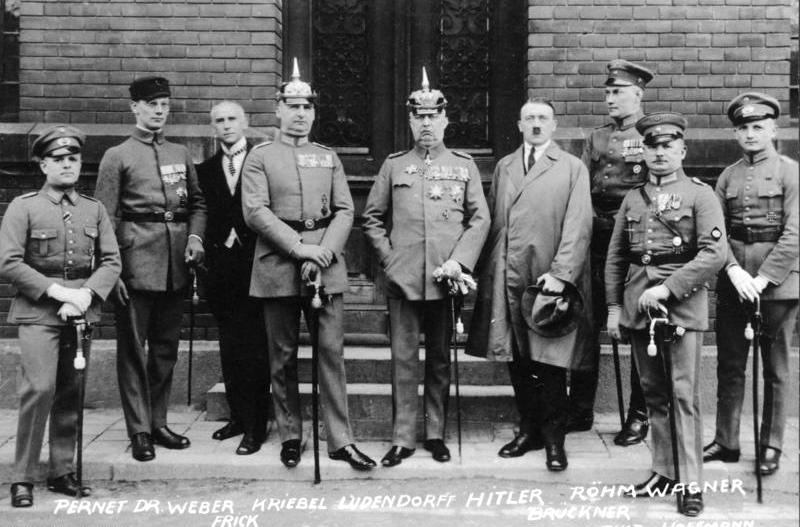
Acusats del cop d'estat de la cerveseria

El judici va començar el febrer de 1924. Hitler va intentar capgirar la situació i jutjar la democràcia i la República de Weimar com a traïdors al poble alemany. Hitler va ser condemnat i l'1 d'abril va ser condemnat a cinc anys de Festungshaft (confinament a la fortalesa) a la presó de Landsberg. Va rebre un tracte amable dels guàrdies; tenia una habitació amb vistes al riu, portava corbata, tenia visites regulars a les seves cambres, se li permetia rebre correu dels seus partidaris i se li permetia utilitzar un secretari privat. Indultat pel Tribunal Suprem de Baviera, va ser alliberat de la presó el 20 de desembre de 1924, després de complir només nou mesos, en contra de les objeccions del fiscal de l'estat. Hitler va aprofitar el temps a la presó de Landsberg per reconsiderar la seva estratègia política i dictar el primer volum de Mein Kampf ("La meva lluita"; originalment titulat "Quatre anys i mig de lluita contra les mentides, l'estupidesa i la covardia"), principalment al seu ajudant Rudolf Hess.
Després del Putsch de la Cerveseria, el Partit Nazi va ser prohibit a Baviera, però va participar en les dues eleccions per poders de 1924 com a Moviment Nacionalsocialista per la Llibertat (NSFB) (combinació del Deutschvölkische Freiheitspartei (DVFP) i el Partit Nazi (NSDAP)). A les eleccions federals alemanyes del maig de 1924, el partit va obtenir escons al Reichstag, amb un 6,6% votant a favor del Moviment (1.918.329 de vots). A les eleccions federals del desembre de 1924, el Moviment Nacionalsocialista per la Llibertat va perdre 18 escons, conservant-ne només 14, amb només un 3% (907.242) de l'electorat votant al partit de Hitler. L'escàndol Barmat es va utilitzar sovint més tard en la propaganda nazi, tant com a estratègia electoral com a crida a l'antisemitisme.
Després d'una certa reflexió, Hitler havia determinat que el poder no s'havia d'aconseguir mitjançant una revolució fora del govern, sinó a través del que ell anomenava "el camí de la legalitat" dins dels límits del sistema democràtic establert per Weimar.

## Avanç cap al poder (1925–1930)
A les eleccions federals del maig de 1928, el Partit Nazi només va aconseguir 12 escons al Reichstag. El guany provincial més alt va ser de nou a Baviera (5,1%), tot i que en tres zones els nazis no van aconseguir ni l'1% dels vots. En total, el partit va obtenir el 2,6% dels vots (810.100 vots) . En part a causa dels mals resultats, Hitler va decidir que els alemanys necessitaven saber més sobre els seus objectius. Tot i ser desanimat pel seu editor, va escriure un segon llibre que va ser descobert i publicat pòstumament com el Zweites Buch. En aquest moment, les SA van iniciar un període d'antagonisme deliberat amb el Rotfront marxant cap als bastions comunistes i iniciant altercats violents.
A finals de 1928, es registrava una xifra de 130.000 membres del partit. El març de 1929, Erich Ludendorff va representar el Partit Nazi a les eleccions presidencials. Va obtenir 280.000 vots (1,1%) i va ser l'únic candidat que va obtenir menys d'un milió de vots. Les batalles als carrers es van tornar cada cop més violentes. Després que el Rotfront (Roter Frontkämpferbund) interrompés un discurs de Hitler, les SA van marxar als carrers de Nuremberg i van matar dos vianants. Buscant venjança, les SA també van assaltar una reunió del Rotfront el 25 d'agost i, dies després, la seu de Berlín del mateix Partit Comunista d'Alemanya (KPD). Al setembre, Goebbels va conduir els seus homes a Neukölln, un bastió del KPD, i les dues parts enfrontades van intercanviar trets de pistola i revòlver. El referèndum alemany de 1929 va ser important, ja que va obtenir el reconeixement i la credibilitat del Partit Nazi que mai havia tingut abans. A finals de la dècada de 1920, veient la manca d'avenç del partit en el corrent principal, Goebbels va proposar que, en comptes de centrar tota la seva propaganda a les grans ciutats on hi havia competència d'altres moviments polítics, haurien de començar a celebrar mítings a les zones rurals on serien més efectius.
El vespre del 14 de gener de 1930, cap a les deu, Horst Wessel va quedar ferit de mort en rebre un tret a la cara a curta distància per dos membres del KPD a Friedrichshain. L'atac va tenir lloc després d'una discussió amb la seva propietària, que era membre del KPD i va contactar amb un dels seus amics del Rotfront, Albert Hochter, que va disparar a Wessel. Wessel havia escrit una cançó mesos abans que es convertiria en un himne nazi com el Horst-Wessel-Lied. Goebbels va aprofitar l'atac (i les setmanes que Wessel va passar al llit de mort) per donar a conèixer la cançó, i el funeral es va utilitzar com una oportunitat de propaganda anticomunista per als nazis. Al maig, Goebbels va ser condemnat per "difamar" el president Hindenburg i multat amb 800 marcs. La condemna derivava d'un article de Goebbels del 1929 al seu diari Der Angriff. Al juny, el fiscal de Leipzig va acusar Goebbels d'alta traïció basant-se en declaracions que Goebbels havia fet el 1927, però després d'una investigació de quatre mesos no va donar resultat.

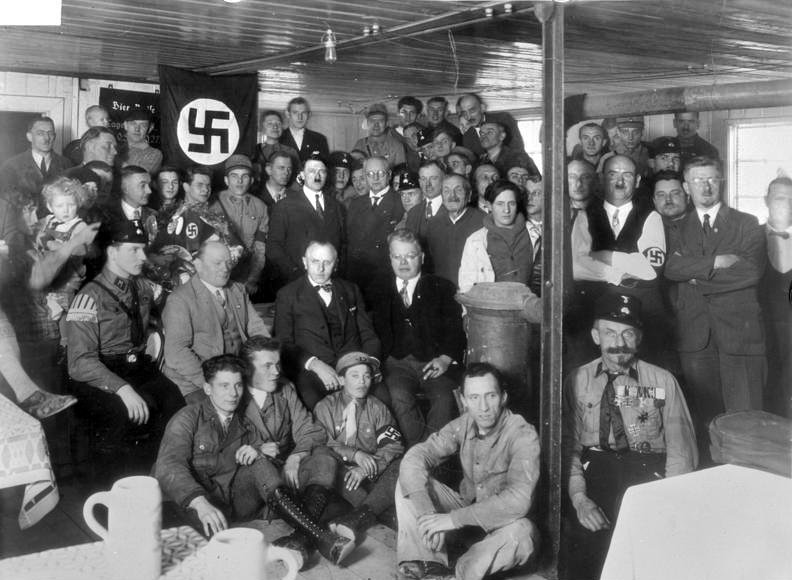
Hitler amb membres del Partit Nazi el desembre de 1930

En aquest context, el partit de Hitler va obtenir una victòria significativa al Reichstag, obtenint 107 escons (18,3%, 6.409.600 vots) a les eleccions federals del setembre de 1930. Els nazis es van convertir així en el segon partit més gran d'Alemanya i, com assenyala l'historiador Joseph Bendersky, essencialment es van convertir en la "força política dominant de la dreta".
Es va invertir una quantitat sense precedents de diners en la campanya i l'èxit polític va augmentar l'impuls del partit, ja que va registrar més de 100.000 nous membres en els mesos següents a les eleccions. Es van produir i distribuir més d'un milió de pamflets; es van requisar seixanta camions per al seu ús només a Berlín. A les zones on la campanya nazi era menys rigorosa, el percentatge total de vots va ser tan baix com el 9%. La Gran Depressió també va ser un factor en l'èxit electoral de Hitler. En aquest context legal, les SA van iniciar la seva primera gran acció antijueva el 13 d'octubre de 1930, quan grups de camises marrons nazis van trencar els aparadors de botigues de propietat jueva a Potsdamer Platz.

## Els partits de Weimar no aconsegueixen aturar els nazis
El crac de Wall Street de 1929 va anunciar un desastre econòmic mundial. La ciutadania alemanya, cansat dels vells sistemes econòmics, va votar pels nazis i els comunistes, que van obtenir grans guanys a les  eleccions federals de 1930. Els nazis i els comunistes entre ells van aconseguir gairebé el 40% dels escons del Reichstag, cosa que va obligar els partits moderats a considerar negociar amb els antidemòcrates. "Els comunistes", va escriure l'historiador Alan Bullock, "van anunciar obertament que preferirien veure els nazis al poder abans que aixecar un dit per salvar la república".
Lev Trotsky va ser especialment crític amb la canviant posició política del Komintern sota Joseph Stalin, que dirigia els comunistes alemanys a tractar els socialdemòcrates com a "socialfeixistes". L'historiador Bertrand Patenaude creia que la política del Komintern després de la "Gran Ruptura" va facilitar l'ascens del partit de Hitler.
Els partits polítics de Weimar no van aconseguir aturar l'ascens nazi. El sistema polític de Weimar d'Alemanya va dificultar que els cancellers governessin amb una majoria parlamentària estable, i els successius cancellers, en canvi, van confiar en els poders d'emergència del president per governar. El 1931, el Partit Nazi va modificar la seva estratègia per participar en campanyes perpètues a tot el país, fins i tot fora del període electoral. Del 1931 al 1933, els nazis van combinar tàctiques terroristes amb campanyes convencionals: Hitler va creuar la nació per aire, mentre que les tropes de les SA desfilaven pels carrers, apallissaven els oponents i interrompien les seves reunions.
No existia un partit liberal de classe mitjana prou fort per bloquejar els nazis: el Partit Popular i els Demòcrates van patir greus pèrdues davant els nazis a les urnes. Els socialdemòcrates eren essencialment un partit sindical conservador, amb un lideratge ineficaç. El Partit de Centre Catòlic va mantenir el seu bloc de vot, però estava preocupat per defensar els seus propis interessos particulars i va escriure Bullock: "durant el 1932-3... estava tan lluny de reconèixer el perill d'una dictadura nazi que va continuar negociant amb els nazis". Mentrestant, els comunistes estaven involucrats en enfrontaments violents amb els nazis als carrers, però Moscou havia ordenat al Partit Comunista que prioritzés la destrucció dels socialdemòcrates, veient-hi més perill com a rival per la lleialtat de la classe treballadora. No obstant això, va escriure Bullock, la responsabilitat més gran requeia en la dreta alemanya, que "va abandonar un veritable conservadorisme" i va fer de Hitler el seu soci en un govern de coalició.

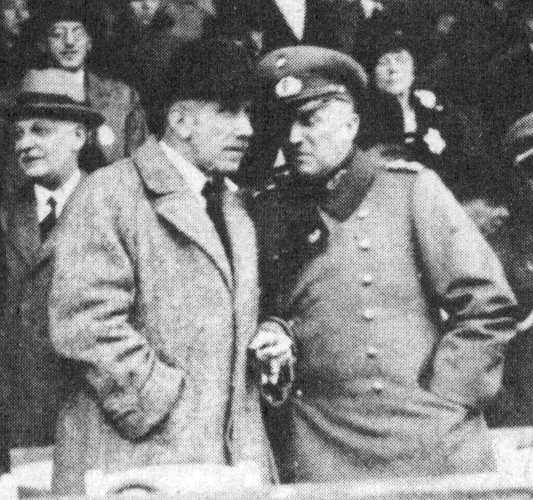
El canceller Franz von Papen (esquerra) amb el seu eventual successor, el ministre de Defensa Kurt von Schleicher

Heinrich Brüning, del Partit de Centre, va ser canceller de 1930 a 1932. Brüning i Hitler no van poder arribar a termes de cooperació, però el mateix Brüning va governar cada cop més amb el suport del president i l'exèrcit per sobre del parlament El president von Hindenburg, de 84 anys, un monàrquic conservador , es va mostrar reticent a prendre mesures per reprimir els nazis, mentre que l'ambiciós general de divisió Kurt von Schleicher, com a ministre encarregat dels assumptes de l'exèrcit i la marina, esperava aprofitar el seu suport. Amb el suport de Schleicher i l'aprovació declarada de Hitler, Hindenburg va nomenar el monàrquic catòlic Franz von Papen per substituir Brüning com a canceller el juny de 1932. Papen havia estat actiu en el ressorgiment del Front de Harzburg. S'havia barallat amb el Partit de Centre. Esperava finalment superar Hitler.
A les eleccions federals de juliol de 1932, els nazis es van convertir en el partit més gran del Reichstag, però encara sense majoria. Hitler va retirar el seu suport a Papen i va exigir la cancelleria. Hindenburg el va rebutjar. Papen va dissoldre el Parlament i el vot nazi va disminuir a les eleccions de novembre. Després de les eleccions, Papen va proposar governar per decret mentre redactava un nou sistema electoral, amb una cambra alta. Schleicher va convèncer Hindenburg perquè destituís Papen, i el mateix Schleicher es va convertir en canceller, prometent formar una coalició viable.
Papen, agreujat, va iniciar negociacions amb Hitler, proposant una coalició nazi-nacionalista. Havent gairebé superat Hitler en maniobres, només per ser aixafat per Schleicher, Papen va centrar la seva atenció en derrotar Schleicher i va concloure un acord amb Hitler.

## Presa del control (1931–1933)
El 10 de març de 1931, amb l'augment de la violència al carrer entre el Rotfront les SA, trencant totes les barreres i expectatives anteriors, Prússia va tornar a promulgar la seva prohibició de les camises marrons. Dies després de la prohibició, homes de les SA van matar a trets dos comunistes en una baralla al carrer, cosa que va portar a la prohibició de parlar en públic a Goebbels, que va eludir la prohibició gravant discursos i reproduint-los davant d'un públic en la seva absència.
Quan la ciutadania de Hitler es va convertir en tema de debat públic el 1924, va fer publicar una declaració pública el 16 d'octubre de 1924:
| « | La pèrdua de la meva ciutadania austríaca no em fa mal, ja que mai em vaig sentir com a ciutadà austríac, sinó sempre com a alemany. ... Va ser aquesta mentalitat la que em va fer arribar a la conclusió final i fer el servei militar a l'exèrcit alemany.. | » |

Sota l'amenaça de deportació criminal a Àustria, Hitler va renunciar formalment a la seva ciutadania austríaca el 7 d'abril de 1925 i no va adquirir la ciutadania alemanya fins gairebé set anys després; per tant, no va poder presentar-se a càrrecs públics. Hitler va obtenir la ciutadania alemanya després de ser nomenat funcionari del govern de l'Estat Lliure de Brunswick per Dietrich Klagges , després que fracassés un intent anterior de Wilhelm Frick d'atorgar la ciutadania com a funcionari de policia de Turíngia.
Ernst Röhm, al capdavant de les SA, va posar Wolf-Heinrich von Helldorff, un vehement antisemita, al capdavant de les SA de Berlín. Les morts van augmentar, amb moltes més al bàndol del Rotfront, i a finals de 1931 les SA havien patit 47 morts i el Rotfront van registrar pèrdues d'aproximadament 80 morts. Les baralles de carrer i les batalles a les cerveseries amb morts van tenir lloc durant el febrer i l'abril de 1932, tot amb el teló de fons de la competició d'Adolf Hitler a les eleccions presidencials que l'enfrontaven al monumentalment popular Hindenburg. A la primera ronda, el 13 de març, Hitler havia obtingut més d'11 milions de vots, però encara estava darrere de Hindenburg. La segona i última volta va tenir lloc el 10 d'abril: Hitler (36,8% 13.418.547) va perdre contra Paul von Hindenburg (53,0% 19.359.983), mentre que el candidat del KPD, Thälmann, va obtenir un escàs percentatge dels vots (10,2% 3.706.759). En aquell moment, el Partit Nazi tenia poc més de 800.000 membres.
El 13 d'abril de 1932, després de les eleccions presidencials, el govern alemany va prohibir els paramilitars del Partit Nazi, les SA i les SS, sobre la base del Decret d'Emergència per a la Preservació de l'Autoritat Estatal. Aquesta acció va ser impulsada per detalls descoberts per la policia prussiana que indicaven que les SA estaven preparades per a una presa de poder per la força després d'una elecció de Hitler. L'aixecament de la prohibició i la celebració de noves eleccions van ser el preu que Hitler va exigir a canvi del seu suport a un nou gabinet. La llei va ser derogada el 16 de juny per Franz von Papen, canceller d'Alemanya, com a part del seu acord amb Hitler. A les eleccions federals de juliol de 1932, els nazis van obtenir el 37,3% del vot popular (13.745.000 vots), un augment del 19%, convertint-se en el partit més gran del Reichstag, amb 230 dels 608 escons. Eclipsat pels guanys electorals de Hitler, el KPD va abandonar els mitjans legals i es va inclinar cada cop més cap a la violència. Una batalla resultant a Silèsia va provocar l'enviament de l'exèrcit. En aquell moment, ambdós bàndols van marxar cap a les fortaleses de l'altre amb l'esperança de provocar una rivalitat. Els atacs van continuar i van arribar al punt àlgid quan el líder de les SA, Axel Schaffeld, va ser assassinat l'1 d'agost.
Com que el Partit Nazi era ara el partit més gran del Reichstag, tenien dret a seleccionar el president del Reichstag i van poder elegir Hermann Göring per al càrrec. Engrescat per aquest èxit, Hitler va demanar ser nomenat canceller. El canceller Papen li va oferir el càrrec de vicecanceller a instàncies del president Hindenburg, però ell s'hi va negar. Hitler va veure aquesta oferta com una posició de "repetició" al govern.
En el seu càrrec de president del Reichstag, Göring va demanar que el govern prengués mesures decisives sobre la sèrie d'assassinats de membres del Partit Nazi. El 9 d'agost es van introduir esmenes a l' estatut del Reichstrafgesetzbuch sobre "actes de violència política", augmentant la pena a "presó perpètua, 20 anys de treballs forçats o mort". Es van anunciar tribunals especials per jutjar aquests delictes. Quan va arribar al poder menys de mig any després, Hitler utilitzaria aquesta legislació contra els seus oponents amb un efecte devastador.
La llei es va aplicar gairebé immediatament, però no va jutjar els autors de les massacres recents, com s'esperava. En canvi, van ser jutjats cinc homes de les SA que presumptament havien assassinat un membre del KPD a Potempa (Alta Silèsia). Hitler va comparèixer al judici com a testimoni de la defensa, però el 22 d'agost els cinc van ser condemnats a mort. En apel•lació, aquesta sentència va ser commutada per cadena perpètua a principis de setembre. Van complir poc més de quatre mesos abans que Hitler alliberés tots els nazis empresonats en una amnistia de 1933.
El Partit Nazi va perdre 35 escons a les eleccions del novembre de 1932, però va seguir sent el partit més gran del Reichstag, amb 196 escons (33,1%). Els socialdemòcrates (SPD) van obtenir 121 escons (20,4%) i els comunistes (KPD) en van obtenir 100 (16,9%).
La Internacional Comunista va qualificar tots els partits d'esquerra moderats de "socialfeixistes" i va instar els comunistes a dedicar les seves energies a la destrucció de l'esquerra moderada. Com a resultat, el KPD, seguint ordres de Moscou, va rebutjar les propostes dels socialdemòcrates de formar una aliança política contra el NSDAP.
Després que el canceller Papen deixés el càrrec, va dir en secret a Hitler que encara tenia una influència considerable sobre el president Hindenburg i que nomenaria Hitler canceller sempre que ell, Papen, pogués ser el vicecanceller. Un altre esdeveniment notable va ser la publicació de l'Industrielleneingabe, una carta signada per 22 representants importants de la indústria, les finances i l'agricultura, que demanava a Hindenburg que nomenés Hitler canceller. Hindenburg va acceptar de mala gana nomenar Hitler canceller després que les eleccions parlamentàries de juliol i novembre de 1932 no haguessin donat lloc a la formació d'un govern de majoria, tot i que Hitler havia estat l'oponent de Hindenburg a les eleccions presidencials només 9 mesos abans. Hitler va encapçalar un govern de coalició de curta durada format pel NSDAP i el Partit Nacional Popular Alemany (DNVP).
El 30 de gener de 1933, el nou gabinet va prendre possessió del càrrec durant una breu cerimònia a l'oficina de Hindenburg. L'NSDAP va obtenir tres càrrecs: Hitler va ser nomenat canceller, Wilhelm Frick ministre de l'Interior i Hermann Göring ministre sense cartera (i ministre de l'Interior de Prússia) . Les SA i les SS van encapçalar desfilades amb torxes per tot Berlín. Aquest esdeveniment es va anomenar Machtergreifung de Hitler ("presa del poder"). El terme va ser utilitzat originalment per alguns nazis per suggerir un procés revolucionari, tot i que Hitler i altres van utilitzar la paraula Machtübernahme ("traspàs del poder"), reflectint que la transferència de poder va tenir lloc dins del marc constitucional existent i suggerint que el procés era legal.
Papen havia de servir com a vicecanceller en un gabinet de majoria conservadora, encara creient falsament que podia "domesticar" Hitler. Inicialment, Papen va parlar en contra d'alguns excessos nazis. Tanmateix, després d'escapar per poc de la mort a la Nit dels Ganivets Llargs el 1934, ja no es va atrevir a criticar el règim i va ser enviat a Viena com a ambaixador alemany.
Tant dins d'Alemanya com a l'estranger, inicialment hi havia poques pors que Hitler pogués utilitzar la seva posició per establir el seu posterior règim dictatorial de partit únic. Més aviat, els conservadors que van ajudar a convertir-lo en canceller estaven convençuts que podien controlar Hitler i "domesticar" el Partit Nazi mentre establien els impulsos pertinents al propi govern; els ambaixadors estrangers van minimitzar les preocupacions emfatitzant que Hitler era "mediocre", si no una mala còpia de Mussolini; fins i tot el polític de l'SPD Kurt Schumacher va trivialitzar Hitler com un Dekorationsstück ("peça d'escenografia/decoració") del nou govern. Els diaris alemanys van escriure que, sens dubte, el govern liderat per Hitler intentaria lluitar contra els seus enemics polítics (els partits d'esquerres), però que seria impossible establir una dictadura a Alemanya perquè hi havia "una barrera, sobre la qual la violència no pot procedir" i perquè la nació alemanya s'enorgullia de "la llibertat d'expressió i de pensament". Benno Reifenberg, del Frankfurter Zeitung, va escriure:
| «                  | És un error de judici sense esperança pensar que es podria imposar un règim dictatorial a la nació [alemanya]. […] La diversitat del poble alemany exigeix democràcia. | » |
| — Benno Reifenberg | |   |

Fins i tot dins de la comunitat jueva alemanya, tot i que Hitler no amagava el seu ardent antisemitisme, les preocupacions semblen haver estat limitades. En una declaració del 30 de gener, el comitè directiu de l'organització central jueva alemanya (Centralverein deutscher Staatsbürger jüdischen Glaubens) va escriure que "per descomptat" la comunitat jueva s'enfronta al nou govern "amb la major desconfiança", però alhora estaven convençuts que "ningú s'atreviria a tocar els seus drets constitucionals". El diari jueu alemany Jüdische Rundschau va escriure el 31 de gener:
| «                                          | ... que també dins de la nació alemanya encara hi ha actives forces que es girarien contra una política bàrbara i antijueva. | » |
| — Jüdische Rundschau , 31 de gener de 1933 | |   |

Tanmateix, un nombre creixent d'observadors atents, com Sir Horace Rumbold, ambaixador britànic a Berlín, van començar a revisar les seves opinions. El 22 de febrer de 1933, va escriure: "Potser Hitler no és un estadista, però és un demagog inusualment intel·ligent i audaç i plenament sensible a tots els instints populars", i va informar al Ministeri d'Afers Exteriors que no tenia cap dubte que els nazis havien "vingut per quedar-se". En rebre el despatx, Robert Vansittart, sotssecretari d'Estat permanent d'Afers Exteriors, va concloure que si Hitler finalment guanyava l'avantatge, "llavors una altra guerra europea [estava] a una distància mesurable".
Com que els alemanys que s'oposaven al nazisme no van aconseguir unir-se contra ell, Hitler aviat va intentar consolidar el poder absolut:
| «                                                                | Amb el risc de semblar que dic ximpleries, us dic que el moviment nacionalsocialista continuarà durant 1.000 anys! ... No oblideu com la gent es va riure de mi fa 15 anys quan vaig declarar que un dia governaria Alemanya. Ara riuen, igual de ximplement, quan declaro que continuaré al poder! | » |
| — Adolf Hitler a un corresponsal britànic a Berlín, juny de 1934 | |   |

## De canceller a dictador

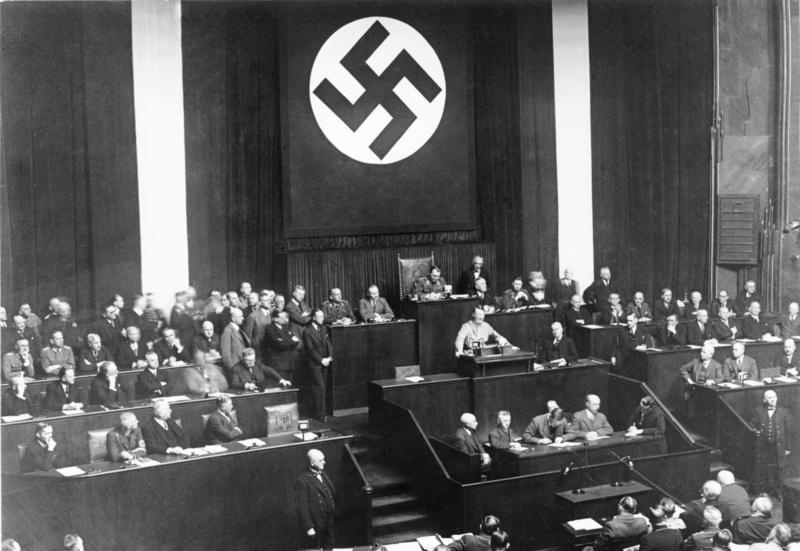
Adolf Hitler dirigint-se al Reichstag el 23 de març de 1933. Sol·licitant l'assensió a la Llei de Capacitació, Hitler va oferir la possibilitat d'una cooperació amistosa, prometent no amenaçar el Reichstag, el president, els estats ni les esglésies si se li concedien els poders d'emergència.

Gràfic: sistema polític a Alemanya després de dos anys de dictadura

Després de l'incendi del Reichstag, els nazis van començar a suspendre les llibertats civils i eliminar l'oposició política. Els comunistes van ser exclosos del Reichstag. A les eleccions del març de 1933, cap partit va aconseguir la majoria. Hitler va necessitar el vot del Partit de Centre i dels Conservadors al Reichstag per obtenir els poders que desitjava. Va demanar als membres del Reichstag que votessin a favor de la Llei de Capacitació el 23 de març de 1933. Hitler va rebre poders plens "temporalment" amb l'aprovació de la Llei. La llei li donava la llibertat d'actuar sense el consentiment parlamentari i fins i tot sense limitacions constitucionals.
Emprant la seva característica barreja de negociació i intimidació, Hitler va oferir la possibilitat d'una cooperació amistosa, prometent no amenaçar el Reichstag, el president, els estats ni les esglésies si se li concedien els poders d'emergència. Amb paramilitars nazis encerclant l'edifici, va dir: "Us correspon, senyors del Reichstag, decidir entre la guerra i la pau". El Partit del Centre, havent obtingut promeses de no-interferència en la religió, es va unir als conservadors per votar a favor de la Llei (només els socialdemòcrates van votar en contra).
La llei permetia a Hitler i al seu gabinet governar per decret d'emergència durant quatre anys, tot i que Hindenburg va continuar sent president. Hitler va començar immediatament a abolir els poders dels estats i l'existència de partits i organitzacions polítiques no nazis. Els partits no nazis van ser formalment il•legalitzats el 14 de juliol de 1933, i el Reichstag va abdicar de les seves responsabilitats democràtiques. Hindenburg va continuar sent comandant en cap de l'exèrcit i va conservar el poder de negociar tractats estrangers.
La llei no infringia els poders del president, i Hitler no aconseguiria el poder dictatorial complet fins després de la mort de Hindenburg a l'agost de 1934. Periodistes i diplomàtics es preguntaven si Hitler podria nomenar-se a si mateix president, qui podria succeir-lo com a canceller, i què faria l'exèrcit. No sabien que l'exèrcit havia donat suport a Hitler després de la Nit dels Ganivets Llargs ni esperaven que combinés els dos càrrecs de president i canceller en un sol càrrec amb la "Llei sobre el cap d'estat del Reich alemany". Només Hitler, com a cap d'estat, podia destituir Hitler com a cap de govern. Tots els soldats van fer el jurament de Hitler el dia de la mort de Hindenburg, jurant obediència incondicional a Hitler personalment, no al càrrec ni a la nació. Una gran majoria va aprovar combinar els dos papers en la persona de Hitler mitjançant el referèndum alemany de 1934.